# سلما بارکهام
سلما دی لوتبینیه بارکهام (۸ مارس ۱۹۲۷ – ۳ مه ۲۰۲۰)، یک تاریخ‌نگار و جغرافیدان بریتانیایی-کانادایی با جایگاه بین‌المللی در زمینه‌های تاریخ دریانوردی کانادا و سرزمین باسک (منطقه خودمختار) بود.
در سال ۱۹۷۲، به عنوان یک پژوهشگر مستقل، به منطقه باسک نقل مکان کرد تا تحقیقات آرشیوی دربارهٔ جنبه‌ای از تاریخ کانادا و باسک که بسیار کم شناخته شده بود: ماهیگیری باسک‌ها در قدیم ترا نوا، که امروزه تقریباً ۲۰۰۰ کیلومتر از ساحل آتلانتیک کانادا است، در قرون ۱۶ و ۱۷ انجام دهد.
در سال‌های بعد، تحقیقات او در آرشیوهای باسکی، اسپانیایی و پرتغالی به کشفیات مهم آرشیوی، تاریخی و باستان‌شناسی منجر شد. او هزاران سند را یافت که به کمک آن‌ها توانست فصلی کمتر شناخته شده از تاریخ کانادا و باسک، به ویژه ماهیگیری باسک‌ها در ترا نوا در قرن ۱۶ را بازسازی کند. او به وجود صنعت شکار نهنگ باسک‌ها در جنوب لابرادور و کبک مجاور در قرن ۱۶، بندرها شکار نهنگ، باقی‌مانده‌های باستان‌شناسی پایگاه‌های آن‌ها و همچنین گالیون‌های باسکی غرق شده، از جمله سن خوان (۱۵۶۵)، پی برد.
در سال ۱۹۸۱، او به دلیل کارهای پیشگامانه‌اش و برای ارائه «یکی از برجسته‌ترین مشارکت‌ها، در سال‌های اخیر، به داستان این ملت» نشان کانادا را دریافت کرد. یکی از آن بندرها شکار نهنگ که توسط او کشف شد، بندر امروزی رد بی در لابرادور، به عنوان یک سایت تاریخی ملی کانادا (۱۹۷۹) و یک میراث جهانی توسط یونسکو (ژوئن ۲۰۱۳) شناخته شده است. او در سال ۲۰۱۵ به عنوان افسر منصوب شد.

## خانواده و جوانی
سلما هاکسلی در انگلستان در یک خانواده از روشنفکران و دانشمندان به دنیا آمد. پدر او، مایکل هاکسلی، یک دیپلمات و بنیان‌گذار و سردبیر مجله جغرافیایی بود. عموزادگان او شامل نویسنده آلدوس هاکسلی و برادرش زیست‌شناس سر جولیان هاکسلی (اولین مدیر کل یونسکو) بودند. پدربزرگ بزرگ او دانشمند برجسته انگلیسی توماس هنری هاکسلی معروف به «بولداگ داروین» بود. مادر او، اوتیلی دو لوتبینیه میلز، نوه سیاستمدار و محافظ کانادایی سر هنری-گوستاو ژولی دو لوتبینیه بود که وزیر کابینه در دولت کانادا و نخست‌وزیر استان کبک بود.
او دوران نوجوانی خود را در طول جنگ جهانی دوم در انگلستان و ایالات متحده گذراند. پس از پایان جنگ، در دانشگاه‌های پاریس و لندن تحصیل کرد.

## از انگلستان به کانادا و کشور باسک
در سال ۱۹۵۰، او تصمیم گرفت مدتی را به دیدار بستگانش در کانادا بپردازد. در مونترال ساکن شد و در Yellow Pages کار کرد، به عنوان معلم و در نهایت به عنوان کتابدار مؤسسه قطب شمال آمریکای شمالی در دانشگاه مک‌گیل کار کرد.
در سال ۱۹۵۳، او در آنجا با همسر آینده‌اش، یک معمار جوان انگلیسی به نام برایان بارکهام که علاقه عمیقی به کشور باسک داشت، آشنا شد. در تابستان ۱۹۵۰، برایان با موتور سیکلت از انگلستان به همراه یکی از دانشجویان دانشگاه لندن، جان استودارت، به اسپانیا سفر کرد تا معماری روستایی اندلس را مطالعه کند. اما به دلایل مختلف، او در نهایت در کشور باسک ماند و به مطالعه کاسریوها (خانه‌های روستایی) پرداخت که موضوع پایان‌نامه او شد. او و همراهش دوستان خوبی پیدا کردند و عاشق آن منطقه شدند، به طوری که در تابستان ۱۹۵۱ به کشور باسک بازگشتند.
هاکسلی در آن زمان نمی‌توانست پیش‌بینی کند که آن دیدار چقدر زندگی‌اش را تغییر خواهد داد و در آینده تحقیقات خودش در مورد کشور باسک او را به کشفیات مهمی در تاریخ باسک و کانادا خواهد رساند. در سال ۱۹۵۴، این زوج تازه ازدواج کرده به اتاوا، پایتخت کانادا نقل مکان کردند، جایی که بارکهام یک دفتر معماری راه‌اندازی کرد و آن‌ها تشکیل خانواده دادند (فرزندان: توماس، اوریانا، مایکل و سرنا). دو سال بعد، آن‌ها از کشور باسک بازدید کردند، جایی که دوستشان، کشیش دون پیو دو مونتویا، با آن‌ها دربارهٔ حضور قدیمی باسک‌ها در کانادا صحبت کرد.